# 축산물품질평가사
축산물품질평가사는 축산법 제29조의 2에 의거하여 전문대학 이상의 축산관련학과를 졸업하거나 이와 동등한 학력이 있다고 인정되는자로서 품질평가사 시험에 합격하고 소정의 양성교육을 이수한 자이다.

## 업무
종전에는 '축산물등급판정사'로 불리었으나 2010년 1월 25일 축산법 개정에 따라 '축산물품질평가사'로 명칭이 변경되었다. 축산물품질평가사는 축산법 제30조에 명시된 축산물품질평가 관련 업무를 수행한다.

## 시험 정보
축산물품질평가사 채용시험은 정기적으로 시행하는 자격시험이 아니며, 축산물품질평가원의 결원이 발생하거나 신규 사업확대시 인력운용계획에 따라 실시하고 있다.
- 응시자격 : 응시 지원서를 받아 결함이 없을시(영어의 경우 영어능력 검정시험의 기준점수 이상인 자:토익700점 등) 필기시험 응시 자격이 주어지며. 필기시험 합격자에 한하여 면접시험을 실시하여 최종 합격자를 결정한다.
- 시험과목 : 축산학개론, 식육학, 축산식품미생물학 3과목이다.

## 같이 보기
- 축산물품질평가원